# 佐藤悠介
佐藤 悠介（さとう ゆうすけ、1977年11月2日 - ）は、埼玉県北本市出身の元サッカー選手。ポジションはMF。サッカー解説者、株式会社スポーツキングダム代表取締役。

## 来歴
1996年に当時Jリーグに在籍していたドラガン・ストイコビッチに憧れ名古屋グランパスエイトに入団。だが、本人曰く「生意気」な性格が首脳陣との軋轢を生み名古屋を2年で退団。その後も移籍してはトラブルを繰り返し、各クラブを転々としていた。
2001年に4クラブ目となるモンテディオ山形へ移籍。ここで当時監督だった柱谷幸一にその素質を評価され、主力として起用されるようになる。この頃になると「生意気」な性格も徐々に影を潜めるようになった。その後はセレッソ大阪、湘南ベルマーレへ移籍。
湘南では当時監督だった上田栄治により、本格的にボランチにコンバートされ才能が開花。1年目の2006年に出場停止を除く全試合出場、2年目には不動のキャプテンを務め、サポーターから信頼を勝ち得た。しかし、結果的に上田監督を解任させてしまった事に少なからず責任を感じ移籍を志願。公式コメントには『自分のわがままで』と記した。
2007年はジュニアユース時代に所属していた東京ヴェルディ（当時東京ヴェルディ1969）へ移籍した。名波浩、ゼ・ルイスとポジションが重複、また本来トップ下の大野敏隆も同じポジションでの起用が多く、FKも監督がフッキや服部年宏をキッカーに置く為、出場機会は限られたものであった。シーズン終了後に契約非更新で退団。
2008年には山形時代の恩師である柱谷が監督を勤めるJFLの栃木SCへ移籍し、「チームの背骨となる選手」の一人と評価されキャプテンを任される。その年、チーム最多の16得点を挙げるなど大車輪の活躍を見せ、栃木SCのJ2昇格に大きく貢献した。
2009年、栃木SCのJ初年度、松田浩が監督に就任。引き続きキャプテンを務めるが、自身初めての大怪我（右アキレス腱炎）によりシーズンのほとんどをリハビリに費やすこととなった。初体験のリハビリ生活において、軸足に負担を掛け続けていたことや同じ境遇の選手達の心境を理解出来たことなど、怪我により多くのことを学べたと語る。
2010年、選手会長に就任。前年に負った怪我を克服し、11試合負けなしの試合に全てボランチとして出場。第5節岡山戦では、1-1の同点の場面で得たゴール前のFKから自身の2010シーズン初得点を奪うとともに、2010年シーズン初の連勝に大きく貢献した。試合後、「最後にFKを蹴り込んだのは自分だが、『アウエイで二連勝したい』という皆の気持ちが自分のキックには込められていた」と語った。しかし、皮肉にもこれが現役最後の得点となる。同年11月、最終戦を待たずに引退を表明。15年間のキャリアに終止符を打った。
2011年、栃木SCドリームアンバサダーに就任。翌2012年3月、J2公式戦の前座ゲームとして引退試合が組まれた（後述）。
2012年、「10年後栃木をサッカー王国に」することを目的に株式会社スポーツキングダムを設立し、代表取締役に就任した。

## 所属クラブ
- 埼玉県北本市立栄小学校
- 北本少年SC
- 埼玉県北本市立西中学校
- 読売ジュニアユース
- 埼玉県立大宮東高等学校
- 1996年 - 1997年 名古屋グランパスエイト
- 1998年 - 1999年 ヴィッセル神戸
- 2000年 大宮アルディージャ
- 2001年 - 2002年 モンテディオ山形
- 2003年 - 2004年 セレッソ大阪
- 2005年 - 2006年 湘南ベルマーレ
- 2007年 東京ヴェルディ1969
- 2008年 - 2010年 栃木SC

## 個人成績
| 国内大会個人成績 | 国内大会個人成績 | 国内大会個人成績 | 国内大会個人成績 | 国内大会個人成績 | 国内大会個人成績 | 国内大会個人成績 | 国内大会個人成績 | 国内大会個人成績 | 国内大会個人成績 | 国内大会個人成績 | 国内大会個人成績 |
| 年度             | クラブ           | 背番号           | リーグ           | リーグ戦         | リーグ戦         | リーグ杯         | リーグ杯         | オープン杯       | オープン杯       | 期間通算         | 期間通算         |
| 年度             | クラブ           | 背番号           | リーグ           | 出場             | 得点             | 出場             | 得点             | 出場             | 得点             | 出場             | 得点             |
| 日本             | 日本             | 日本             | 日本             | リーグ戦         | リーグ戦         | リーグ杯         | リーグ杯         | 天皇杯           | 天皇杯           | 期間通算         | 期間通算         |
| ---------------- | ---------------- | ---------------- | ---------------- | ---------------- | ---------------- | ---------------- | ---------------- | ---------------- | ---------------- | ---------------- | ---------------- |
| 1996             | 名古屋           | -                | J                | 0                | 0                | 0                | 0                | 0                | 0                | 0                | 0                |
| 1997             | 名古屋           | 19               | J                | 0                | 0                | 0                | 0                | 0                | 0                | 0                | 0                |
| 1998             | 神戸             | 26               | J                | 2                | 0                | 3                | 0                | 2                | 0                | 7                | 0                |
| 1999             | 神戸             | 20               | J1               | 2                | 0                | 0                | 0                | 0                | 0                | 2                | 0                |
| 2000             | 大宮             | 13               | J2               | 11               | 0                | 1                | 0                | 0                | 0                | 12               | 0                |
| 2001             | 山形             | 13               | J2               | 40               | 7                | 2                | 1                | 0                | 0                | 42               | 8                |
| 2002             | 山形             | 10               | J2               | 40               | 9                | -                | -                | 0                | 0                | 40               | 9                |
| 2003             | C大阪            | 13               | J1               | 18               | 1                | 1                | 0                | 0                | 0                | 19               | 1                |
| 2004             | C大阪            | 13               | J1               | 13               | 0                | 4                | 0                | 0                | 0                | 17               | 0                |
| 2005             | 湘南             | 7                | J2               | 40               | 4                | -                | -                | 1                | 0                | 41               | 4                |
| 2006             | 湘南             | 7                | J2               | 45               | 9                | -                | -                | 2                | 0                | 47               | 9                |
| 2007             | 東京V            | 13               | J2               | 27               | 0                | -                | -                | 1                | 0                | 28               | 0                |
| 2008             | 栃木             | 7                | JFL              | 30               | 16               | -                | -                | 2                | 1                | 32               | 17               |
| 2009             | 栃木             | 7                | J2               | 16               | 2                | -                | -                | 0                | 0                | 16               | 2                |
| 2010             | 栃木             | 7                | J2               | 16               | 1                | -                | -                | 0                | 0                | 16               | 1                |
| 通算             | 日本             | 日本             | J1               | 35               | 1                | 8                | 0                | 2                | 0                | 45               | 1                |
| 通算             | 日本             | 日本             | J2               | 235              | 32               | 3                | 1                | 4                | 0                | 242              | 33               |
| 通算             | 日本             | 日本             | JFL              | 30               | 16               | -                | -                | 2                | 1                | 32               | 17               |
| 総通算           | 総通算           | 総通算           | 総通算           | 300              | 49               | 11               | 1                | 8                | 1                | 319              | 51               |

国際試合
- 1996 アジアカップウィナーズカップ 4試合2得点
- Jリーグ初出場-1998年5月5日 1stステージ第11節・コンサドーレ札幌戦
- Jリーグ初得点-2001年3月31日 J2第4節・水戸ホーリーホック戦

## 代表歴
- 1995年　U-18日本代表候補

## エピソード
- 2006年の9月13日のヴィッセル神戸戦の試合終了時、松本昂聡、強化部の大倉智と共に、サポーターの暴言に強く反論。この暴言は許されざる種類の暴言であり、佐藤らの行為はサポーターには当然と受け止められたが、スタジアムは騒然とした雰囲気になった。
- 2008年の第10回JFL前期第10節MIOびわこ草津戦にて、試合中の審判員への侮辱発言と試合終了後に行われたテレビ局のヒーローインタビューでの「審判最高」などの発言により、JFL規律委員会から「審判員に対する侮辱的な発言による公然の名誉毀損行為をおこなった」として、3試合の出場停止処分を受けた[3]。
- セレッソ大阪在籍当時に、イタリアセリエAのACシエナが獲得を検討している。という報道がされたこともあった。
- 尊敬する人は、2007年に東京ヴェルディ1969でチームメートだった名波浩。彼の技術レベルに近付くため、日々「名波観察」を行っていた[4]。
- 2009年2月19日放送のとちぎテレビ「とちぎ発!旅好き!」に出演。「栃木SC佐藤悠介選手と癒し旅だっぺ 栃木の温泉を行く」と題し、お笑いコンビU字工事と共演した。U字工事とはメールアドレスを交換し合う仲である[5]。
- 2010年9月13日～20日の間、シーズン中であったがインドネシア・スーパーリーガのペリタ・ジャヤから獲得オファーを受け練習参加した[6][7]。
- 2010年12月4日、J2最終節後の引退セレモニーに、かつてのチームメイトであり仲が良かった小針清允と山崎透が花束贈呈に駆け付けた[8]。
- 2011年5月18日、栃木県知事福田富一から、「とちぎ未来大使」に任命された[9]。
- 2012年3月11日、J2第2節栃木SC対大分トリニータ戦において、「3.11悠介ドリームズメモリアルゲーム」を開催した[10][11]。「悠介ドリームズ」は選手兼監督の名波浩ほか、都築龍太、田中誠、柳本啓成、中西永輔、平野孝、林健太郎、森島寛晃、西澤明訓らJリーグや日本代表で活躍した選手が参加し、U字工事もチームマネージャーとしてベンチに待機していた。対戦相手の「栃木SC OB」にはJFL時代に栃木を率いた高橋高を監督に、只木章広や堀田利明ら主にJFL時代に在籍した選手が参加した。[12]。試合は佐藤悠介と船越優蔵が得点し、悠介ドリームズが勝利した。

## 著書
- 『感謝 そして旅立ちへ 栃木最高！』（2011年、随想舎）ISBN 4887482337

## 出演
- スカパー! Jリーグ中継（栃木SC主催試合。2011年度からとちぎテレビ委託製作の試合でピッチ・ベンチサイドレポーターを担当）
- TOCHIGI FIGHTING!!SC一枚岩(直近試合の解説。VTRで出演)
- T.S.☆LAB!! 栃木サッカー研究所